# Tony Swinnen
Dr. Tony Swinnen (Neerpelt, 26 april 1943 - Calonge, 11 juni 2011) was een Vlaams arts die zijn praktijk uitoefende in de Limburgse plaats Zolder. Hij was lange tijd voorzitter en woordvoerder van de Wetenschappelijke Vereniging van Vlaamse Huisartsen. Hij raakte bekend bij het grote publiek met z'n dokterspraatjes in het TV1-programma "Eén voor iedereen" op zondagnamiddag. Hij was overtuigd van het belang van de eerstelijnsgeneeskunde en de bewegingsleer, en schreef daar verschillende boeken over.
Hij overleed op 11 juni 2011 op 68-jarige leeftijd aan een hartaanval tijdens zijn vakantie in Calonge, een badplaats aan de Costa Brava op zowat 100 kilometer ten noorden van Barcelona.